# Micha Szagrir
Micha Szagrir (ur. 1 listopada 1937 w Linzu, zm. 4 lutego 2015 w Tel Awiwie) – izraelski reżyser i dokumentalista.

## Życiorys
W 1942 roku wyjechał do Izraela. Podczas służby wojskowej w izraelskich siłach zbrojnych przydzielony do jednostki Ha-Nachal ha-mucnach.
W latach 1958–1959 reporter wiadomości Al ha-miszmar, a od 1960 do 1964 roku pracownik radia Kol Jisra’el. Odbył praktyki w BBC w Londynie.
Od połowy lat 60. wyreżyserował dziesiątki filmów. W latach 1968–1988 tworzył głównie filmy dokumentalne.

## Wybrana filmografia
- 1967: Sajarim
- 1969: Ha-Milchama le-acher ha-milchama
- 1998: Dawid Rubbinger - ed re’ijja
- 2010: Kemo malkat Anglijja